# 善意の日
善意の日（ぜんいのひ）は日本の都道府県の一つ、兵庫県が制定した記念日である。毎年6月1日。

## 沿革
1963年（昭和38年）に兵庫県社会福祉協議会等が設立主体となって兵庫善意銀行が設立されたことを記念し、設立1周年となる1964年（昭和39年）6月1日に毎年同日を「善意の日」、また県花のノジギクを運動のシンボル「善意の花」とすることが定められた。
記念日の制定意義は「みんなの小さな善行や善意が重なって、世の中が明るくなるものであり、県民だれもが、この日何か一つ善行をしてもらいたい」とされている。

## 主な活動
当日は兵庫県および県民局・県民センター、県内の全市町が主体となって記念行事と街頭での啓発活動、募金の呼び掛け、フリーマーケットなどが行われ、集まった収益金は県や市町の社会福祉協議会が行う慈善活動の費用に充てられる。
神戸市中央区の三宮センター街では毎年この日に神戸県民センターの主催でフラワープリンセスや県のマスコット・はばタンが参加する記念パレードが行われ、長田区の近田幼稚園に通う園児がテーマソング「こころの花ばたけ」を斉唱する。

### こころの花ばたけ
「こころの花ばたけ」は「善意の日」制定1周年を記念して1965年（昭和40年）に作られたテーマソングである。兵庫県・兵庫県社会福祉協議会選定、作詞・橋本竹茂、作曲・百瀬三郎。
兵庫県は1947年（昭和22年）に「兵庫県民歌」を制定しているが、遅くとも1960年代後半から2014年（平成26年）までの間は「県民歌」を過去に制定した事実を否定していた。その影響で、1970年（昭和45年）に刊行された『日本うたの地図』を始めこの歌が存在を否定されていた「県民歌」の代わりに掲載されている文献がある。

## 兵庫県以外の「善意の日」
愛知県豊橋市の公益財団法人豊橋善意銀行では「一日一善」にちなみ12月1日を「善意の日」とし、サンタクロースに扮した職員が老人福祉施設を慰問するなどの活動を行っている。
南アフリカ共和国の祝日である親善の日（Day of Goodwill、毎年12月26日）は「善意の日」と訳される場合がある。